# Musique barbare (roman)
Pour l'album de métal, voir Musique barbare.
Musique barbare (Giant's Bread) est un roman de Mary Westmacott, pseudonyme d'Agatha Christie, publié en 1930 au Royaume-Uni. En France, il n'est publié qu'en 1993.
C'est le premier des six romans d'Agatha Christie publiés sous le pseudonyme de Mary Westmacott.

## Commentaires
En 1930, Agatha Christie décide de s'essayer au roman "pur" (non policier) et prend plaisir à écrire Musique barbare, mais avec un certain sentiment de culpabilité. Dans le but de rester anonyme, de ne pas subir de pression critique ou d'éviter que cette expérience interfère avec ses œuvres "officielles", elle décide de signer son livre sous le pseudonyme de Mary Westmacott.
Dans le texte de présentation du livre, l'auteur est décrit comme ayant déjà écrit des livres à succès mais cherchant à voir celui-ci jugé séparément.
Fin 1946, un critique américain révèle qui se cache derrière le pseudonyme, Agatha est déçue de ne plus pouvoir écrire sans subir la pression d'être Agatha Christie.

## Éditions
- (en) Giant's Bread, Londres, William Collins, Sons, 1930
- (en) Giant's Bread, New York, Doubleday, 1930
- Musique barbare  (trad. Marie-Josée Lacube), Paris, Éditions Stock, 1993, 411 p. (ISBN 2-234-02608-3, BNF 35605898)
- Musique barbare  (trad. Marie-Josée Lacube), Paris, Librairie générale française, coll. « Livre de Poche » (no 13740), 1995, 379 p. (ISBN 2-253-13740-5, BNF 35786044)